# دي ساندرز
دي ساندرز (بالإنجليزية: Dee Sanders)‏ هو لاعب كرة قاعدة أمريكي، ولد في 8 أبريل 1921 في كويتمان في الولايات المتحدة، وتوفي في 17 أغسطس 2007 في ماكالستر في الولايات المتحدة.

## وصلات خارجية
- دي ساندرز على موقعبيزبول رفرنس.كوم (الدوري الرئيسي) (الإنجليزية)
- دي ساندرز على موقعبيزبول رفرنس.كوم (الدوري الثانوي) (الإنجليزية)